# Pietro I Candiano
Pietro I Candiano (ur. ok. 842 – zm. 18 września 887) – doża Wenecji w 887, od wyboru do śmierci w tym samym roku podczas bitwy morskiej na Adriatyku z Narentanami. Jego syn Pietro II Candiano również został dożą.